# Nassachtal/Diegelsberg
Nassachtal/Diegelsberg ist die Bezeichnung einer Ortschaft für die unechte Teilortswahl der Stadt Uhingen im Landkreis Göppingen in Baden-Württemberg. Sie umfasst die Stadtteile Baiereck, Nassach, Nassachmühle und Diegelsberg im und über dem Talzug der Nassach. Die Teilorte haben zusammen ca. 1.700 Einwohner. Nassachtal-Diegelsberg besitzt eine Verwaltungsstelle im Stadtteil Baiereck und einen Ortschaftsrat mit zehn Mitgliedern. Der amtierende Ortsvorsteher ist Vincent Krapf.
Im Tal befindet sich einer der letzten Kohlenmeiler Deutschlands und der wohl einzige Privatfriedhof Baden-Württembergs.

## Geografische Lage

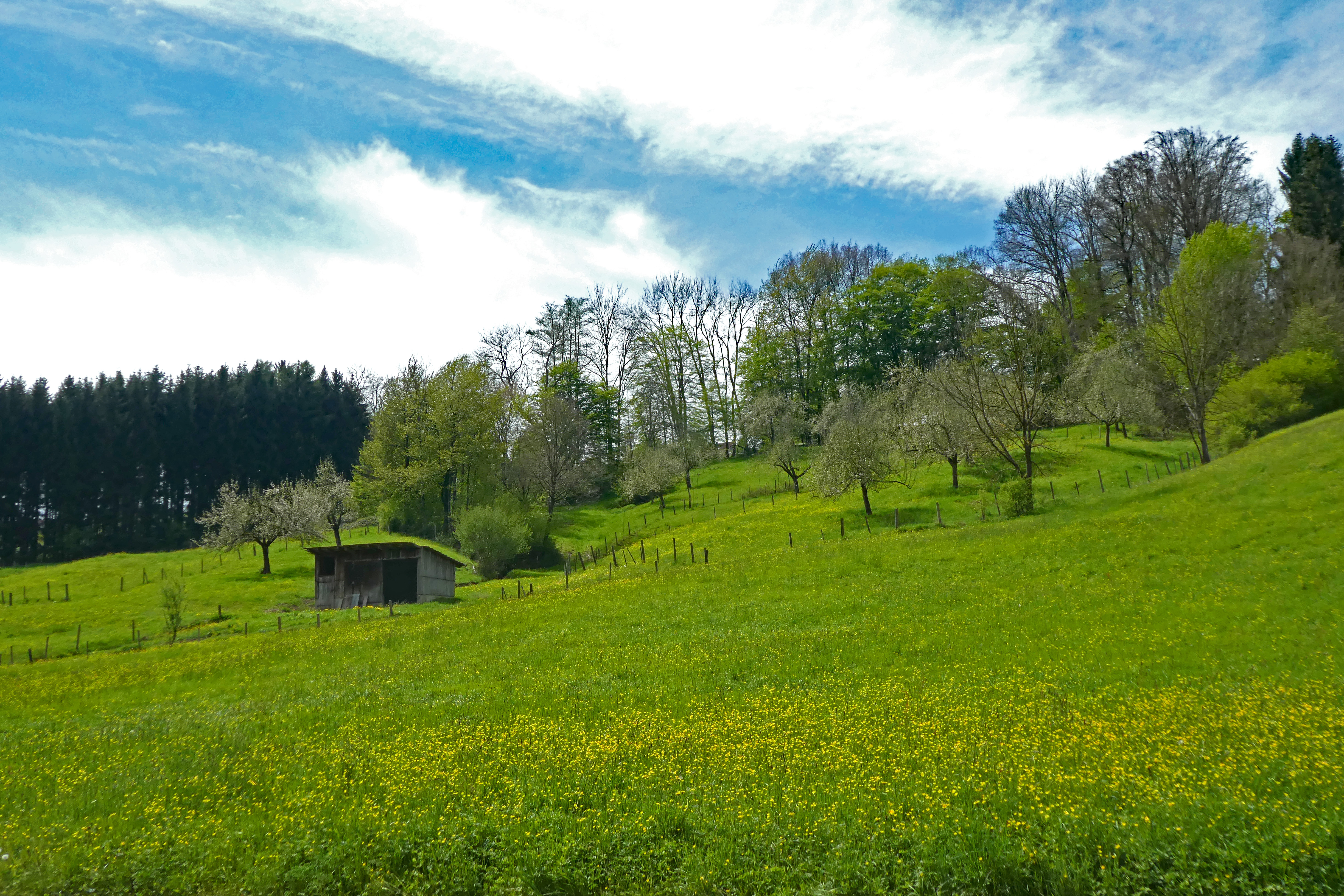
Nassachtal

Das Tal, dessen Namensgeber die Nassach ist, ist an seiner breitesten Stelle nur wenige hundert Meter weit, aber fast 10 Kilometer lang. Nach dem auf einer Anhöhe liegenden Ort Diegelsberg folgt das am Taleingang gelegene Nassachmühle. In der Mitte befindet sich der Ort Nassach/Unterhütt. Der offene Talzug setzt sich dann aufwärts entlang des rechten Oberlaufs Lochbach fort bis nach dem von unten gezählt vierten Teilort Baiereck an dessen Ufern. Das ganze Nassachtal mit angrenzenden Flächen bildet seit 1982 das Landschaftsschutzgebiet Nassachtal.
Die Nassachtalstraße L 1152, die über die Auffahrt Nassachtal an der Bundesstraße 10 mit dem Stuttgarter Raum verbunden ist, führt durch das ganze Tal und verbindet das Filstal über Schlichten mit dem Remstal.
Im ÖPNV wird das Nassachtal durch die Buslinie 918 des VVS bedient.

## Ortsteile

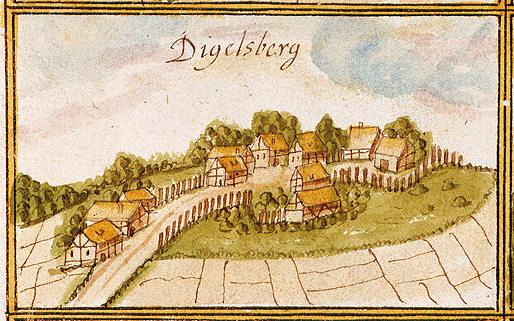
Darstellung von Diegelsberg von Andreas Kieser 1685

### Diegelsberg
Der Teilort Diegelsberg mit seinen 520 Einwohnern liegt auf der westlichen Anhöhe am Eingang des Tals. Nach alemannischer Gründung kam er im 14. Jahrhundert in württembergischen Besitz. Während dieser Zeit wurde auch der Burgstall erbaut, von dem auch heute noch nördlich des Dorfes Überreste zu sehen sind. Von der vollständigen Zerstörung des Dorfes während des Dreißigjährigen Kriegs erholte sich Diegelsberg nur langsam.
Im Jahr 1844 wurde erstmals die Kirschgeistfabrikation erwähnt; in Anlehnung an diese Tradition nennt man den Diegelsberg auch heute noch „Schnapsbuckel“ oder auch „Schwarzbrennerbuckel“.
Die Pauluskirche Diegelsberg wurde 1957 errichtet, Architekt dieser Kirche war Walter Ruff. Adolf Valentin Saile schuf das Chorfenster Majestas Domini/Weltgericht, dazu das Paulus-Sgraffito am Turm.
In Diegelsberg gibt es außerdem einen Kindergarten, einen Sportverein und eine Freiwillige Feuerwehr.

### Nassachmühle
Das am Eingang des Tals zu Füßen von Diegelsberg liegende Dorf bekam seinen Namen durch die Mahlmühle, die von den Herren des Diegelsberger Burgstalls errichtet wurde. Wegen Unwirtschaftlichkeit wurde sie im 19. Jahrhundert in eine Papierfabrik und anschließend in ein Kurheim umgewandelt. Seit den siebziger Jahren wird sie als Wohnhaus genutzt. Nach der Eingemeindung in den 1930er Jahren gehört Nassachmühle zur Stadt Uhingen. Der Ortsteil Nassachmühle selber hat ca. 330 Einwohner (Stand Ende 2008).
In Nassachmühle befindet sich das 1998 erbaute evangelische Gemeindehaus im Nassachtal und die Grundschule im Nassachtal, die seit dem Schuljahr 2019/2020 eine Ganztagesschule in Wahlform ist.

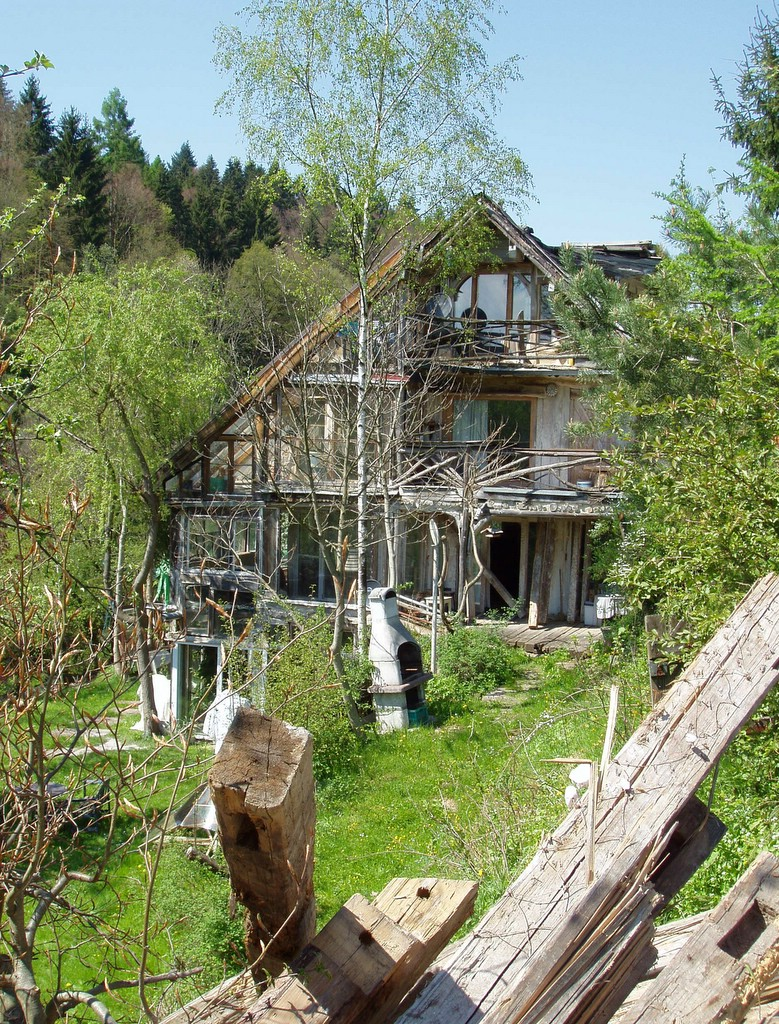
Holzhaus in Nassach

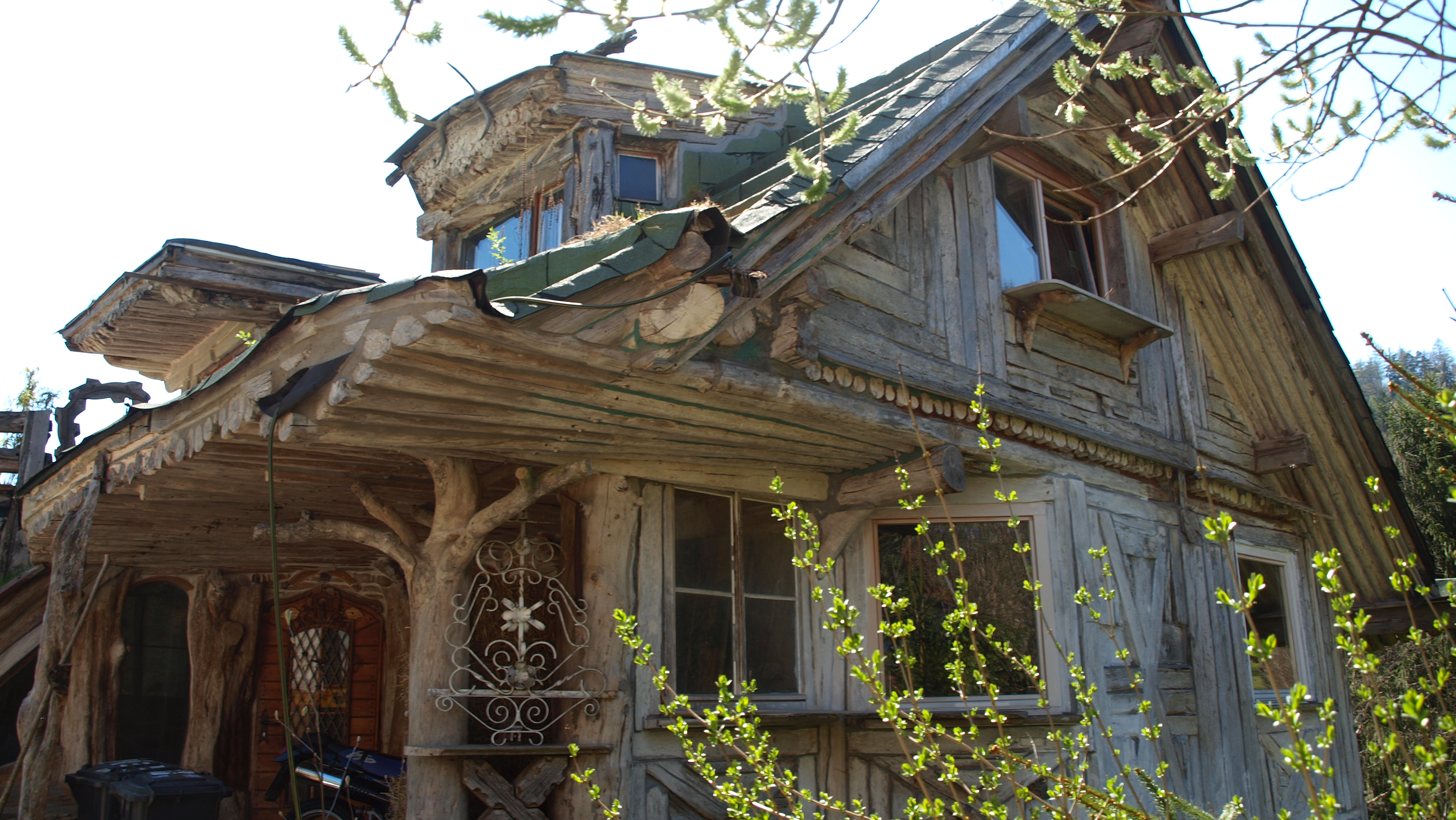
Detailansicht Holzhaus

### Nassach/Unterhütt
Die Nassach, die das Tal durchfließt, teilt Nassach/Unterhütt in zwei Orte.
Links der Nassach liegt der Ort Nassach, rechts liegt Unterhütt. Der Teilort Unterhütt gehörte in seiner Geschichte schon immer zu Baiereck, das vier Kilometer entfernt liegt, während die Entfernung zu Nassach nur etwa 10 Meter beträgt.
Nassach, das erstmals 1245 urkundlich erwähnt wurde, wurde während der Herrschaft des Kaisers Barbarossa gegründet. Die geschichtliche Blüte Nassachs und Unterhütts lag um 1500. Während dieser Zeit saß in Nassach einer der drei Glasbläsereien im Tal zwischen 1450 und 1550. Danach folgte bald der Dreißigjährige Krieg, an dessen Ende Nassach fast komplett zerstört war; es lebten dort nur noch zwei Einwohner. Bis ins 20. Jahrhundert war die Köhlerei fast die einzige Erwerbsquelle der Bevölkerung. Durch die Industrialisierung des Filstals kam es zu einem wirtschaftlichen Aufschwung.
Heute leben in Nassach/Unterhütt etwa 240 Einwohner. Die Tradition der Köhlerei hat in Nassach lange überlebt. Im Ortsteil Unterhütt gab es mit Eugen Jung einen der letzten gewerblichen Köhler Deutschlands. Zu den weiteren Besonderheiten des Ortes zählt ein Holzhaus des Künstlers Kurt Gminder, das in jahrelanger Kleinstarbeit nur aus Holz und Glas errichtet wurde, sowie der einzige Privatfriedhof Baden-Württembergs.
Rund einen Kilometer östlich des Ortsteils Nassach liegt das Naturschutzgebiet Bärentobel.

### Baiereck

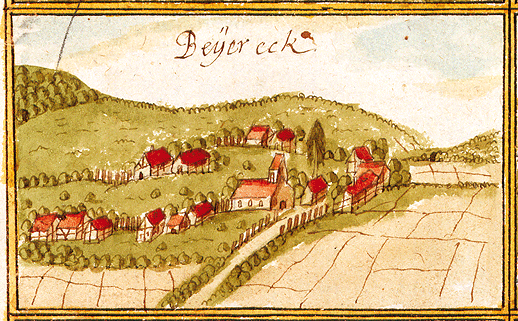
Darstellung von Baiereck von Andreas Kieser 1685

Baiereck am Lochbach, dem westlichen Quellbach der Nassach, liegt am oberen Ende der Talaue. Seinen Namen hat es nicht, wie fälschlicherweise oft vermutet wird, von einem „baierischen“ Ursprung der Einwohner, sondern vom schwäbischen Wort Boier für Wildschwein.

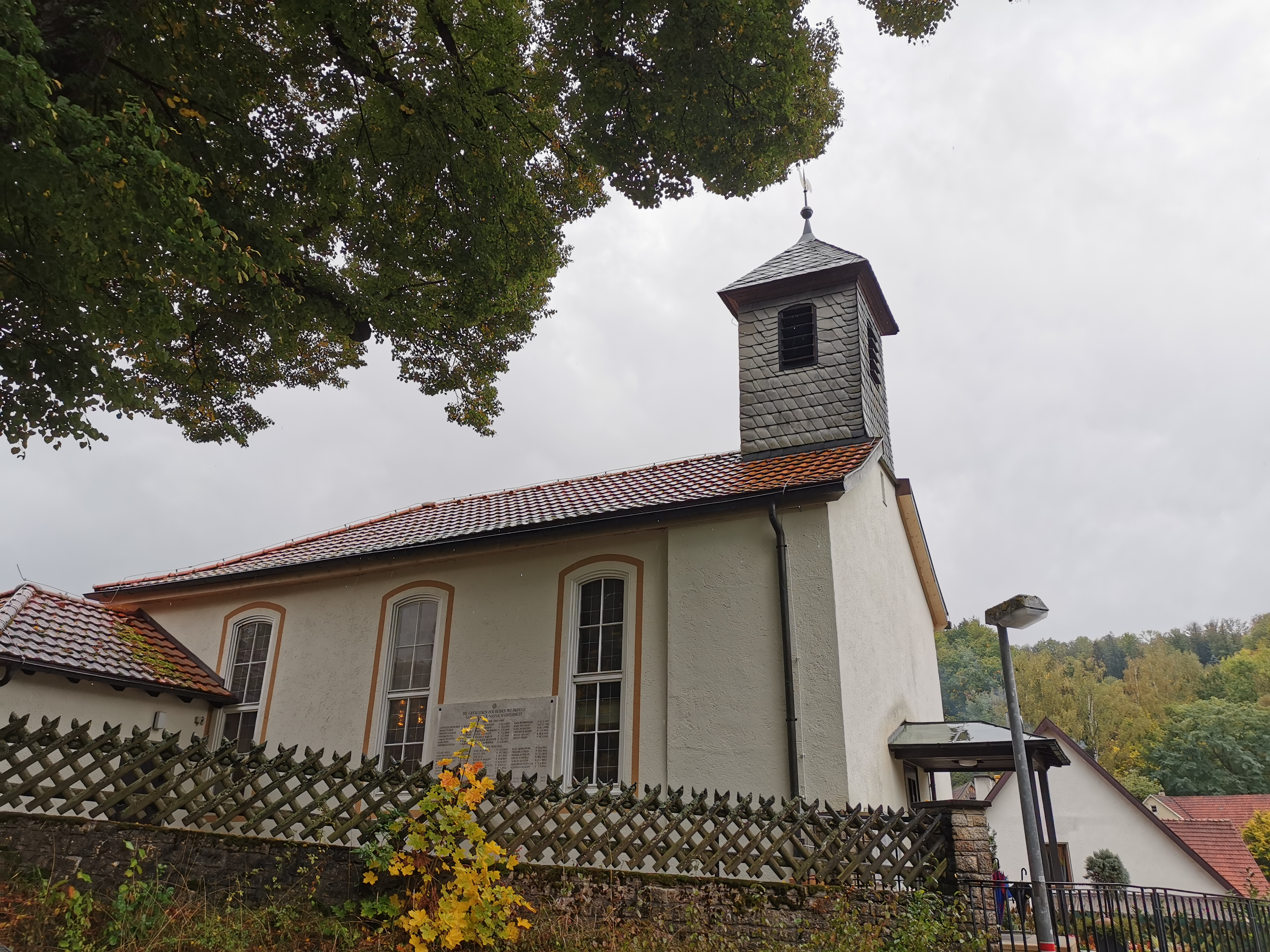
Dorfkirche Baiereck

Der Ort liegt ca. 450–475 m über dem Meeresspiegel.
Baiereck, das um 1470 Sitz der dritten Glasbläserei des Nassachtals war, wurde erstmals um 1553 urkundlich erwähnt. Gegründet dürfte es allerdings spätestens am Ende des 14. Jahrhunderts worden sein. Neben der Glasbläserei waren vor allem die Holzfällerei und die Sandbrüche über Jahrhunderte Erwerbsquellen der Bevölkerung. Durch die Industrialisierung des Rems- und Filstals und den Bau einer Straße durch das Tal im 19. Jahrhundert konnte sich Baiereck aus der Armut befreien. Am 1. September 1971 wurde der Ort nach Uhingen eingemeindet.
Die Dorfkirche in Baiereck wurde 1595 erbaut und 1849 umgestaltet. Sie wurde zuletzt 2006 innen komplett renoviert. 2013 erhielt sie ein neues Dach und einen neuen Anstrich. Sehenswert ist ein Fensterbild aus dem Jahr 1956 von Adolf Valentin Saile mit Darstellungen der Passion und Auferstehung Christi (zu Johannes 13, 34). In der Regel finden dort einmal im Monat Gottesdienste statt.
Das Wasch-, Back- und Schlachthaus in Baiereck wurde 1865 in der Dorfmitte erbaut. Da das alte Gebäude baufällig geworden war, entschied der damalige Gemeinderat Baiereck im Jahr 1955, dass ein neues Gebäude erbaut werden sollte. Dieser Neubau wurde dann im Jahr 1956 als Wasch- und Backhaus mit öffentlichem Wannenbad und Schlachtraum erstellt. Dabei wurde das Gebäude auch unterkellert und diente als Wasserspeicher für die Wasserversorgung von Baiereck. Das Wannenbad verlor im Laufe der Zeit seine Bedeutung und wird heute als Lager für das Schlachthaus genutzt. 
Im Jahr 2015 wurde das Backhaus dann aus Ortschaftsratsmitteln im Innenbereich renoviert. Es besitzt nun einen elektrischen Großraumbackofen mit zwei separaten heizbaren Backkammern. In den Jahren 2020 und 2021 erhielt das Gebäude eine Sanierung im Außenbereich, finanziert aus städtischen Mitteln und durchgeführt vom Bürgerverein Nassachtal-Diegelsberg. 
Das Schlachthaus ist auch heute noch in Benutzung, dort finden regelmäßig private Hausschlachtungen statt. Auch das Backhaus wird noch als solches betrieben und ist für jedermann gegen eine geringe Gebühr nutzbar. 
Baiereck besitzt außerdem einen zweigruppigen Kindergarten, einen Sportverein, eine Freiwillige Feuerwehr und eine Verwaltungsstelle der Uhinger Stadtverwaltung.

## Geschichte

### Landschaftsgeschichte
Das Nassachtal entstand, indem die Nassach den im Schurwald häufig vorkommenden, zuoberst liegenden und resistenteren Schwarzjura durchschnitt und darunter das ältere und weichere Keupergestein leichter erodieren konnte. So entstand im Laufe der Zeit ein schmaler, ungefähr südöstlich laufender Talzug mit steil abfallenden Talrändern.

### Siedlungsgeschichte
Zur Zeit Friedrich I. Barbarossas (1150–1190) wurde Nassach gegründet. In den Seitentälern der Fils gab es noch viel Urwald und dem Herrscher lag daran, diesen urbar machen zu lassen. Zu jener Zeit strömte jedoch der Überschuss der Landbevölkerung den Städten zu. Man musste also einen Anreiz zum Roden des Waldes schaffen. Dies geschah durch die Befreiung von allen Steuern und von der Leibeigenschaft.
In einer Verzichtserklärung, die ein Graf von Aichelberg dem Kloster Adelberg ausstellte, wird Nassach 1245 zum ersten Mal urkundlich erwähnt. Der Ort wechselt in den Besitz des Klosters Adelberg, Baiereck (Gründung im 14. Jahrhundert) und Unterhütt gehörten zum Grafentum Schorndorf. 1450 siedelte sich die Glasbläser-Familie Greiner an. Nach 100-jähriger Blütezeit des Tales verlassen die Glasbläser das Tal in Richtung Thüringen. 
Im Dreißigjährigen Krieg wurde das gesamte Nassachtal Opfer von Plünderungen und Seuchen; nach Ende des Krieges sind 75 % aller Wohnstätten vernichtet und 90 % der Bevölkerung gestorben. Das Nassachtal galt 200 Jahre, von 1650 bis 1850, als eine der ärmsten Gegenden in Württemberg. Wegen der Enge des Tals und den übrigen natürlichen Bedingungen warf die Landwirtschaft nur karge Erträge ab. Die Einwohner des Tales gingen meist der Tagelöhnerei, der Köhlerei und dem Holzfällen nach. Die Armut sollte durch Steuerbefreiungen verringert werden, dies gelang nur in geringem Maße. Im 19. Jahrhundert wurde der Bau einer Straße durch das Tal beschlossen, um die Armut zu beseitigen, die 1847 fertig gestellt wurde. Durch Auswanderung aufgrund von Hungersnöten und Armut verringerte sich die Bevölkerung im Tal, in Baiereck z. B. von 372 auf 198 Einwohner. Viele der Abwanderer gingen nach Nordamerika oder zogen in die nahen Städte, in denen durch die Industrialisierung neue Arbeitsplätze entstanden waren.
Die Bewohner der Nassachtals fanden bei Industriefabriken in Uhingen und Ebersbach Arbeit. Die Arbeitszeit betrug 12 Stunden pro Tag, 6 Tage in der Woche. Hinzu kam die „Anfahrtszeit“ von mehr als einer Stunde. Die Bevölkerungszahl des Ortes sank zum Anfang des 20. Jahrhunderts weiter, da die Menschen nun in der Nähe ihres Arbeitsplatzes wohnen wollten. Die Talorte wurden Anfang des 20. Jahrhunderts an das elektrische Stromnetz angeschlossen. 1903 erfolgte die Fortsetzung der Landstraße von Baiereck nach Schlichten und damit der Anschluss ans Remstal.
Aufgrund der Aufnahme von Vertriebenen (z. B. Sudetendeutsche) nach dem Zweiten Weltkrieg stieg die Bevölkerungszahl um 50 %. In den 60er Jahren ging durch die Abwanderung der Bevölkerung in die Städte erneut die Bevölkerungszahl zurück. Die Bevölkerungszahl nahm in den 70er Jahren wieder zu, da die ländlichen Gegenden durch verbesserte Infrastruktur an Reiz gewannen. Durch die Nassachtalbrücke und die zugehörige Auffahrt zur Bundesstraße 10 ist die Verbindung nach Stuttgart und Ulm sehr gut. Infolge der Sanierung der Ortskerne in den 90er Jahren und dank ihrer idyllischen Lage gelten alle vier Teilorte mittlerweile als attraktive Wohngebiete. Dank dreier Neubaugebiete (Schönblick in Baiereck, Waldrain in Nassachmühle, Riebäcker in Diegelsberg) stieg die Einwohnerzahl auf etwa 1700. 

### Handwerkstradition

#### Glasbläser
1450 siedelten sich Glasbläser im Tal an. Das Tal bot für die Glasbläserei hervorragende Bedingungen:
Es gab ausreichend Holz als Energiequelle, Pottasche und den im Keupergebiet vorkommenden Quarzsand für die Glasrezeptur. Als erster Glasbläser zog Christian Greiner mit seiner Familie als eine von nur zwei damals in Württemberg tätigen Glasbläserfamilien in das Tal.
Die Glasmacher, gestützt von steuerlichen Vorrechten und Kriegsdienstbefreiung, bauten bis um 1480 drei Glashütten auf. Die genauen Standorte der ersten Hütten sind unbekannt, aber durch Grabungen fand man eine Glashütte in Nassach, eine andere in den Salzwiesen zwischen Nassach und Baiereck. Alle wurden von der Familie Christian Greiners betrieben. Für mittelalterliche und frühneuzeitliche Glashütten war charakteristisch, dass man sie verlegte, sobald das Holz für den Betrieb in der Umgebung verbraucht war. Während das Geheimnis der richtigen Glasmischung allein den Hüttenmeistern vorbehalten war, wurden die Dorfbewohner als Zuarbeiter (Holzfäller, Aschesammler und Sandklopfer) eingesetzt. Das brachte für diese auch eine leichte wirtschaftliche Verbesserung mit sich.
Trotz des bescheidenen Wohlstandes, den die Glasbläser mitbrachten, kam es zu zahlreichen, gewaltsamen Auseinandersetzungen mit der Ortsbevölkerung. Nach dem Tod von Christian Greiner gaben seine Söhne die Glasbläsereien im Nassachtal aufgrund des Holzrückgangs und der geringen Erträge der Hütten auf; sie zogen mit ihren Familien in den Welzheimer Wald und nach Thüringen. Für die Bewohner fiel eine wichtige Erwerbsquelle weg und es blieben nur die kargen Erträge aus der Landwirtschaft, der Köhlerei und der Holzfällerei.

#### Köhler
Urkundlich wurde die erste Köhlerei im Nassachtal um 1583 erwähnt. Infolge der Holzknappheit um 1770 ging die Zahl der Köhlereien zurück. Als durch die Industrialisierung Holzkohle knapp wurde, stieg ihre Zahl wieder sprunghaft an. Abnehmer waren die Eisengießereien in Ludwigsburg, Cannstatt, Göppingen und später die WMF in Geislingen an der Steige. Um 1880 brannten in Nassach/Unterhütt 27 Meiler. Grund für den Rückgang seit der Mitte des 20. Jahrhunderts war vor allem die Verdrängung der Holzkohle durch die Steinkohle. Der letzte aktive Meiler im Nassachtal wurde in Unterhütt betrieben.
Früher standen die Meiler, um sie leichter im Auge behalten zu können, in den Dörfern. Später verbannte man sie wegen der starken Rauchentwicklung aus den Ortschaften und schichtete die Meiler außerhalb in den Seitentälern der Nassach auf.
Heute wird dieses Handwerk noch sporadisch im Ortsteil Baiereck gepflegt. Einmal jährlich schichtet eine Familie aus Tradition Meiler auf und präsentiert bei den Köhlerprojekttagen das Köhlerhandwerk. Auf einem Kohlenmeilerplatz im Herrenbachtal brennt die Freiwillige Feuerwehr Baiereck seit etwa dem Jahr 2000 in unregelmäßigen Abständen ihre Holzkohle für den Eigenverbrauch.